# Paper Towns (film)
Paper Towns is een Amerikaanse drama-mystery romantische film uit 2015, geregisseerd door Jake Schreier en is gebaseerd op het gelijknamige boek uit 2008 van de schrijver John Green.

## Verhaal
De in Orlando, Florida woonachtige Quentin is al vanaf het begin van de middelbare school verliefd op zijn mysterieuze buurmeisje Margo. Als ze hem op een avond benadert, verdwijnt ze de dag erna plotseling. Met Margo's verdwijning komt Quentin in een zoektocht terecht. Ze heeft een spoor van cryptische aanwijzingen achter gelaten. Ook Ben, Radar en Lacey gaan naar haar op zoek. De eerste aanwijzing, een poster van Woody Guthrie, brengt hen naar een oude verlaten souvenirwinkel waar ze de volgende aanwijzing vinden, die hen regelrecht naar Agloe, New York leidt. Naar een papieren stad die niet bestaat. Voor ze vertrekken gaat Radar bij zijn vriendin Angela langs die dan beslist om ook mee te gaan. 
Onderweg gebeuren er veel dingen tussen de vijf vrienden. Eenmaal aangekomen op hun bestemming staat er een houten cabine in het midden van het grasveld. Ze wachten een uur lang maar Margo komt niet. Quentin blijft daar in de hoop dat ze toch komt. Na een lange tijd gaat hij met de bus. Terwijl hij in de winkel wacht op de bus ziet hij Margo voorbij lopen. Hij gaat achter haar aan om het zeker te weten. Hij roept haar naam en verbaasd draait ze zich om. Na een kort gesprek weet Quentin nu dat ze niet wilde dat hij kwam omdat ze zichzelf wilde vinden. Hij kust haar en neemt dan afscheid. Eenmaal met de bus terug thuis aangekomen maakt hij zich klaar voor het schoolbal. Hij beseft dat Margo Roth Spiegelman niet zijn wonder was. Maar zijn vrienden op het bal. En het moment dat hij meemaakt. Dan volgt er een klein stukje waarin Quentin vertelt over de roddels over waar Margo nu zou zitten.

## Rolverdeling
| Acteur          | Personage |
| --------------- | --------- |
| Nat Wolff       | Quentin   |
| Cara Delevingne | Margo     |
| Austin Abrams   | Ben       |
| Justice Smith   | Radar     |
| Halston Sage    | Lacey     |
| Jaz Sinclair    | Angela    |